# Jambai
Jambai é uma panchayat (vila) no distrito de Erode, no estado indiano de Tamil Nadu.

## Demografia
Segundo o censo de 2001,  Jambai  tinha uma população de 14,999 habitantes. Os indivíduos do sexo masculino constituem 51% da população e os do sexo feminino 49%. Jambai tem uma taxa de literacia de 54%, inferior à média nacional de 59.5%: a literacia no sexo masculino é de 63% e no sexo feminino é de 45%. Em Jambai, 9% da população está abaixo dos 6 anos de idade.